# Saltos ornamentais no Campeonato Europeu de Esportes Aquáticos de 2018 - Trampolim 3 m sincronizado feminino
A prova do trampolim 3 m sincronizado feminino dos saltos ornamentais no Campeonato Europeu de Esportes Aquáticos de 2018 ocorreu no dia 12 de agosto no Royal Commonwealth Pool, em Edimburgo no Reino Unido. 

## Calendário
| Fase  | Data         | Hora  |
| ----- | ------------ | ----- |
| Final | 12 de agosto | 12:30 |

Todos os horários estão no horário local (UTC+0)

## Medalhistas
| Ouro                                        | Prata                                   | Bronze                                       |
| Itália · Elena Bertocchi · Chiara Pellacani | Alemanha · Lena Hentschel · Tina Punzel | Rússia · Nadezhda Bazhina · Kristina Ilinykh |

## Resultados
Esses foram os resultados da competição. 
| Pos.              | Nacionalidade | Saltadoras                         | Pontos | Pontos | Pontos | Pontos | Pontos | Pontos | Pontos |
| Pos.              | Nacionalidade | Saltadoras                         | T1     | T2     | T3     | T4     | T5     | Total  |        |
| ----------------- | ------------- | ---------------------------------- | ------ | ------ | ------ | ------ | ------ | ------ | ------ |
| Medalha de ouro   | Itália        | Elena Bertocchi Chiara Pellacani   | 46.20  | 47.40  | 69.30  | 66.96  | 59.40  | 289.26 |        |
| Medalha de prata  | Alemanha      | Lena Hentschel Tina Punzel         | 46.80  | 45.60  | 63.00  | 62.10  | 69.30  | 286.80 |        |
| Medalha de bronze | Rússia        | Nadezhda Bazhina Kristina Ilinykh  | 48.00  | 50.40  | 60.30  | 63.00  | 61.20  | 282.90 |        |
| 4                 | Reino Unido   | Grace Reid Katherine Torrance      | 48.60  | 49.20  | 68.40  | 65.10  | 39.60  | 270.90 |        |
| 5                 | Países Baixos | Inge Jansen Celine van Duijn       | 43.80  | 43.20  | 56.70  | 63.00  | 63.00  | 269.70 |        |
| 6                 | Ucrânia       | Viktoriya Kesar Hanna Pysmenska    | 46.80  | 40.80  | 59.40  | 67.50  | 54.87  | 269.37 |        |
| 7                 | Suíça         | Madeline Coquoz Jessica Favre      | 40.20  | 40.20  | 48.60  | 63.00  | 58.50  | 250.50 |        |
| 8                 | Noruega       | Anne Tuxen Helle Tuxen             | 43.80  | 39.60  | 55.44  | 55.44  | 48.60  | 242.88 |        |
| 9                 | Lituânia      | Indrė Girdauskaitė Genevieve Green | 43.20  | 42.60  | 42.84  | 51.12  | 52.65  | 232.41 |        |